# Pierre-Jean Verzelen
Pierre-Jean Verzelen, né le 29 août 1983 à Laon (Aisne), est un homme politique français. Maire de Crécy-sur-Serre depuis 2014 et conseiller départemental de l'Aisne depuis 2015, il est élu sénateur de l'Aisne le 27 septembre 2020.

## Biographie

### Situation Personnelle
Il effectue ses études supérieures à Lille, suit le programme l’école de commerce l’EDHEC-BBA, après un cycle Erasmus à Budapest, il obtient son diplôme en 2006.

### Carrière professionnelle
En 2006, il commence sa carrière de gestionnaire de clientèle entreprises, il devient chargé d’affaires en 2008 dans l’Aisne au sein du groupe bancaire CIC Nord-Ouest.
Maire, président d’intercommunalité, candidat aux élections départementales, il renonce à reprendre un cabinet d’assurance du groupe Axa à Laon.[réf. nécessaire]

### Parcours Politique
Pierre-Jean Verzelen est élu maire de Crécy-sur-Serre en 2014, après la victoire de sa liste aux élections municipales.
Pierre-Jean Verzelen est élu Président de la communauté de communes Pays de la Serre en 2014.
En 2015, Pierre-Jean Verzelen est élu conseiller départemental du canton de Marle avec Isabelle Ittelet en battant le Président du Conseil général sortant,.
Élu premier vice-président du Conseil départemental chargé de la ruralité et de l’aménagement du territoire. Son mandat est marqué par son bras de fer avec Orange pour accélérer la commercialisation de la fibre optique dans l’Aisne. Pierre-Jean Verzelen réussit à mettre d’accord les facultés de médecines de Reims et d’Amiens pour que les étudiants en médecine générale qui étudient à Reims puissent pratiquer leurs stages d’internat chez les médecins généralistes dans l’Aisne. Chargé de la voirie au Conseil départemental de l'Aisne, il prend en charge le sujet de la rénovation des ponts.
Président des Républicains dans l’Aisne depuis janvier 2016, il ne se représente pas pour se consacrer à sa responsabilité de Président de l’Union des Maires de l’Aisne.
Pierre-Jean Verzelen est réélu Maire de Crécy-sur-Serre et Président du Pays de la Serre en 2020.
Pierre-Jean Verzelen est candidat aux élections sénatoriales de septembre 2020 comme tête de la liste « 800 Communes, 800 raisons de s’engager » en tant qu’indépendant. Il est élu sénateur le 27 septembre 2020.
Il reste conseiller départemental de l’Aisne et intègre le groupe sénatorial Les Indépendants – République & Territoire.
En juin 2021, Pierre-Jean Verzelen est largement réélu dès le premier tour au Conseil départemental de l'Aisne avec 63,43% des voix.
En 2024, Pierre-Jean Verzelen dépose une proposition de loi visant à encadrer le démarchage téléphonique, notamment en imposant un consentement préalable. Adoptée à l’unanimité par le Sénat et l’Assemblée nationale en 2025, cette loi prévoit des sanctions renforcées pour les entreprises ne respectant pas ces règles et fixe son entrée en vigueur au 11 août 2026,,,.